# Christian Albums
Christian Albums är en Billboardlista över veckans bäst säljande kristna album. Den hette tidigare Hot Christian Albums. Första listan publicerades 1980.